# Tonengo
Tonengo là một đô thị ở tỉnh Asti vùng Piedmont thuộc Ý, nằm ở vị trí cách khoảng 25 km về phía đông của Torino và khoảng 30 km về phía tây bắc của Asti. Tại thời điểm ngày 31 tháng 12 năm 2004, đô thị này có dân số 196 người và diện tích là 5,5 km².
Tonengo giáp các đô thị: Aramengo, Casalborgone, Cavagnolo, Cocconato, Lauriano và Moransengo.